# Curt Clausen
Curt Clausen (ur. 9 października 1967 w Stevens Point) – amerykański lekkoatleta specjalizujący się w chodzie sportowym, trzykrotny uczestnik letnich igrzysk olimpijskich (Atlanta 1996, Sydney 2000, Ateny 2004).

## Sukcesy sportowe
- trzykrotny mistrz Stanów Zjednoczonych w chodzie na 5000 metrów – 1997, 1998, 2001[1]
- pięciokrotny mistrz Stanów Zjednoczonych w chodzie na 10 kilometrów – 1996, 1997, 1999, 2002, 2003
- czterokrotny mistrz Stanów Zjednoczonych w chodzie na 20 kilometrów – 1996, 1997, 1999, 2001
- sześciokrotny mistrz Stanów Zjednoczonych w chodzie na 50 kilometrów – 1999, 2000, 2002, 2003, 2004, 2005

| Rok  | Miasto   | Zawody               | Konkurencja   | Wynik         |
| ---- | -------- | -------------------- | ------------- | ------------- |
| 1999 | Sewilla  | Mistrzostwa świata   | chód na 50 km | brązowy medal |
| 2001 | Edmonton | Mistrzostwa świata   | chód na 50 km | 7. miejsce    |
| 2001 | Brisbane | Igrzyska Dobrej Woli | chód na 20 km | 8. miejsce    |

## Rekordy życiowe
- chód na 3000 metrów (hala) – 11:22,55 – San Diego 24/01/1999
- chód na 5000 metrów – 19:35,20 – Los Angeles 07/03/1999 (rekord Stanów Zjednoczonych)
- chód na 5000 metrów (hala) – 19:43,34 – Atlanta 03/03/2001
- chód na 10 000 metrów – 40:50,56 – Filadelfia 24/04/1999
- chód na 20 000 metrów – 1:23:55,77 – Bergen 06/05/2000
- chód na 20 kilometrów – 1:23:34 – Eugene 27/06/1999
- chód na 50 kilometrów – 3:48:04 – Mézidon-Canon 02/05/1999 (rekord Stanów Zjednoczonych)